# Мещера (племя)
Мещера́ или мещёра — древнее финно-угорское племя, растворившееся в русской, эрзянской и других народностях. Расселялось по среднему течению Оки (Мещёрская низменность). Говорило на языке волжско-финской группы — мещерском.

## История

### Племя-мещера
Племя мещера упоминается в Толковой Палее — памятнике древнерусской литературы XIII века:

Вот народы, которые произошли от Иафета и расселились в его пределах: 1) варяжский, 2) славянский, 3) чудь, 4) ямь, 5) лопь, 6) пермь, 7) карела, 8) печора, 9) югра, 10) литва, 11) ятвяги, 12) пруссы, 13) нерева, 14) меря, 15) мордва, 16) мещера, 17) мурома, 18) корсь 19) зимегола, 20) ливь.
Оригинальный текст (церк.-сл.)Иже ѿ Афета ꙗзыци изидоша и въ части єго сѣдѧть: первыи ꙗзыкъ вѧрꙗжьскыи, вторыи словѣньскъ, третии чюдь, четвертыи ꙗмь, пѧтыи лопь, шестыи пьрмь, семыи корѣла, ѡсмыи печера, девѧтыи югра, десѧтыи литва, аі҃ ꙗтвѧзи, ві҃ прѹси, гі҃ недръва, ді҃ марѧ, еі҃ мордъва, ѕі҃ мещера, зі҃ мѹрома, иі҃ корсь, ѳі҃ зимѣгола, к҃ ливь.

Исследователи обращают внимание на то, что по своему составу этот список почти полностью тождественен списку из Повести временных лет, но с заменой «черемис» на «мещеру»:

И се суть иныи языце иже дань дают Руси Чюдь Весь Меря Мурома Черемись Мордва Пермь Печера Ямь Литва Зимегола Корсь Нерома Либь.

Оно также упоминается в пяти (Московский летописный свод, Софийская первая летопись, Новгородская четвертая летопись, Первая выборка Новгородской Карамзинской летописи, Вологодско-Пермская летопись) списках Повести временных лет:

По Оцѣпо рѣцѣ, гдѣ потече въ Волгу, сѣдить Мурома языкъ свой, Мещера свой, Мордва свой языкъ.

Но здесь ситуация обратная: племея-мещера стоит на месте черемисов из других списков Повести временных лет:

По Оце реце, где потече в Волгу же, мурома языкъ свой, и черемиси свой языкъ, моръдва свой языкъ.

### Местность-Мещера
Первое упоминание о Мещере содержится в работе «Гетика» (551 год) византийского историка Иордана в перечне народов, покорённых королём Германарихом в IV веке:

народы: в Аунуксе — весь, в Абронкасе (?) — мерю, мордву в Мещере, [по] Волге местности [атаул, навего, бубегенов, кольдов]
Оригинальный текст (лат.)þiudos: in Aunxis Vas, in Abroncas Merens, Mordens in Miscaris, Ragos stadjans / stadins [Athaul Nauego Bubegenas Coldas]

Бархатная книга, составленная в XVII веке, сообщает о приходе князя Бахмета Усейновича в Мещеру в 1098 году. По мнению П. В. Долгорукова, такая датировка невозможна, а более реальна датировка — 1298 год.

В лето 6706 (1198) Князь Ширинский Бахмет Усейнов сын, пришёл из Большие Орды в Мещеру, и Мещеру воевал, и засел её, и в Мещере родился у него сын Беклемиш.

Затем Мещера упоминается в 1381 году в договоре между Дмитрием Ивановичем Московским и Олегом Ивановичем Рязанским, а также в договорах их потомков, заключенных в 1402, 1434 и 1483 годах:

А что купля князя великого Мещера, как было при Александре Уковичѣ, то князю великому Дмитрию, а князю великому Олгу не вступатися по тот розъездъ.

В 1504 году Иван Великий завещает Мещеру своему сыну:

Да ему ж даю город Муром с волостьми и с путми, и с селы, и со всеми пошлинами, и с мордвами, и с черемисою, что к Мурому потягло, да Мещера с волостьми, и с селы, и со всем, что к ней потягло, и с Кошковым, да князи мордовские все, и с своими отчинами, сыну же моему Василью.

Также, Мещера упомянута в записке А. М. Курбского в 1552 году:

А насъ тогда послалъ, со тремянадесять тысящей люду, чрезъ Рязанскую землю и потомъ чрезъ Мещерскую, идѣже есть Мордовскій языкъ.

Постепенно славяне заселили и Мещерский край. Автохтонное население Мещеры частью было ассимилировано, частью оттеснено к Волге. Однако название осталось, и те места, где некогда обитали финские племена, с незапамятных времен называют Мещерским краем или просто Мещерой.
Теория происхождения части новосильских казаков от переселённых служилых мещерских казаков, подтверждается особенностями их говора, значительно отличавшегося от «барских», то есть крепостных крестьян и элементами традиционной женской одежды. Она сохранила в основе костюма белую туникообразную рубаху, традиционную орнаментику, сложные головные уборы, оригинальную вышивку. Архаичным характерным атрибутом костюма мещерских и эрзянских женщин и который также есть в одежде новосильских казачек, считается набедренник-пулагай.

## Язык мещеры
В сообщении князя Курбского сказано, что «в Мещере мордовский язык». По данным глоттохронологии, на рубеже XV—XVI веков единый мордовский язык распался на мокшанский и эрзянский языки мордовской группы финно-волжских языков.
Материалы диалектов, собранные Л. П. Смоляковой на территории бывшей Парахинской волости в середине 1960-х гг., подтвердили выводы относительно иноязычного (финно-волжского) влияния на мещерский язык. Особенности русских говоров Татарии, используемых обрусевшей или обрусевающей эрзей — носителями эрзянского языка — позволили автору предположить, что именно эрзянский субстрат (а не мокшанский диалект) был в основе мещерских говоров.
Отличительной особенностью мещеры является цоканье. До сих пор его можно встретить в мещерских селах Сядемка, Вяземка и других. Область распространения цоканья — Поочье на территории былого расселения мещеры, в Земетчинском районе Пензенской области.
Б. А. Куфтин считал мещеру чистыми великорусами.

## Археология
Археология связывает с этим племенем могильники и городища II—XII веков, расположенные по среднему течению Оки.
Выводы А. Иванова по материалам Пустошенского могильника мещеры:

Народность могильника по характеру и составу своего инвентаря Пустошенский могильник принадлежит к тому типу погребений, который знаменует, по-видимому, особую культуру. Характерными признаками данного типа следует признать: присутствие пластинчатых шейных гривен с цилиндрическими привесками, пластинчатых луновидных серёг с такими же привесками, витых из проволоки шейных гривен с конусообразными шипами на концах, большого количества раковин каури и довольно грубых, но оригинальных имитаций из проволоки различных курганных находок, как то: шейных гривен и браслет с завязанными концами, ажурных подвесок и типичных на цепочках привесок в виде цилиндриков и ромбов. Все описанного типа вещи согласно приписываются финскому или во всяком случае инородческому племени, предшествовавшему славянской колонизации края.